# Ryan Gomes
Ryan Anthony Gomes (* 1. September 1982 in Waterbury, Connecticut) ist ein ehemaliger US-amerikanischer Basketballspieler der zuletzt für die Los Angeles Clippers in der National Basketball Association spielte.
Der etwa 201 cm große und 113 kg schwere Gomes spielt die Position des Small Forwards und kann auch als Power Forward eingesetzt werden. Gomes wurde 2005 an 50. Stelle von den Boston Celtics in der Draft ausgewählt. 2007 wechselte er zu den Minnesota Timberwolves. Am 8. Juli 2010 verpflichteten ihn die Clippers aus Los Angeles, wo er bis zu seiner Entlassung im Sommer 2012 spielte. Von November 2012 bis Januar 2013 spielte Gomes für den deutschen Bundesligisten Artland Dragons.

## Karriere

### Boston Celtics (2005–2007)
Obwohl Ryan Gomes eine gute College-Saison als Power Forward am Providence College absolvierte, wurde der damals 22-jährige erst am Ende der 2. Runde von den Boston Celtics ausgewählt, da die meisten Scouts und Teams der Meinung waren, Gomes’ Größe und Stärken würden nicht gut in die NBA passen.
Die erste Rolle, die Gomes in Boston zugedacht wurde, war erstmal die des Ersatzmannes für Paul Pierce. Nachdem die Celtics einige Trades durchgeführt hatten und Center Kendrick Perkins sich verletzt hatte, rückte Gomes aber in die Starting Five. Selbst als Perkins zurückkehrte, konnte Gomes seinen Platz im Team behaupten und kam nach dem enttäuschenden Saisonstart auf 7,6 Punkte und 4,9 Rebounds in 22,6 Minuten. Die Nummer 4 von Boston schaffte zudem 7 Double-Doubles und wurde am Ende der Saison in das NBA All-Rookie Second Team berufen. Weil er auch im 2006er Summer League Team der Celtics überzeugen konnte, wurde er auch in das Summer League All-First Team gewählt.
Auch in der darauffolgenden Saison blieb Gomes die Rolle als Starter erhalten. In 60 seiner 73 absolvierten Spiele stand er in der Starting Five und kam in 31,2 Minuten durchschnittlich auf 12,1 Punkte und 5,6 Rebounds.
Außerdem erzielte Gomes in diesem Jahr sein erstes triple-double (10 Punkte, 12 Rebounds und 10 Assists gegen die Charlotte Bobcats) und stellte ein neues Career-High in Punkten (31 gegen die Washington Wizards) und Rebounds (17 gegen die Minnesota Timberwolves) auf. Nachdem sich Gomes Anfang März 2007 verletzt hatte, meldete er sich im April mit einem stark verbesserten Drei-Punkte-Wurf zurück und konnte am Ende der Saison eine Dreierquote von 38,1 % aufweisen. Dieser Wert ist bis heute seine Saisonbestleistung.

### Minnesota Timberwolves (2007–2010)
Durch einen spektakulären Trade, in dem Boston Ryan Gomes zusammen mit Gerald Green, Al Jefferson, Theo Ratliff, Sebastian Telfair und Draft Picks für Kevin Garnett tauschte, spielte Gomes in der Saison darauf für die Minnesota Timberwolves.
Gomes absolvierte alle 82 Saisonspiele für Minnesota, stellte ein neues Career-High (35 Punkte gegen die Golden State Warriors) auf und verbesserte seine Werte in Rebounds, Assists und Steals, obwohl er weniger Spielzeit erhielt.
Auch in der Saison 2008–2009 absolvierte Gomes alle 82 Spiele für Minnesota und weil er mehr Spielzeit zugewiesen bekam (31,9 Minuten) erreichte er am Ende der Saison den höchsten Schnitt seiner Karriere in Punkten (13,3 Punkte) und Blocks (0,3 Blocks).
In der Saison 2009 sank Gomes’ Spielzeit ein wenig, weil Rookie Wayne Ellington und Shooting Guard Corey Brewer mit Gomes in den Konkurrenzkampf traten. Gomes kam auf den niedrigsten Punkte- und Reboundschnitt seit seiner Rookiesaison.
In einem seiner letzten Spiele für Minnesota, am 2. Juni 2010, verwandelte er gegen die Memphis Grizzlies 2010 noch einmal fünf Dreier und stellte damit seinen Career-High ein.

### Los Angeles Clippers (2010–2012)
Am 24. Juni 2010 schickten ihn die Timberwolves zusammen mit den Draftrechten für Luke Babbitt nach Portland. Im Gegenzug kam Martell Webster nach Minnesota.
Die Trail Blazers entließen Gomes kurz darauf. Am 8. Juli 2010 verpflichteten ihn die Los Angeles Clippers, bei denen er im Konkurrenzkampf zu Al-Farouq Aminu und Rasual Butler trat.
In den beiden Jahren verschlechterten sich seine Statistiken erheblich, bis er nach der Saison 2011/2012 entlassen wurde. Sein verbleibendes Gehalt wird, da die Clippers ihn über die Amnestieklausel entließen, nicht auf das Teamgehalt angerechnet.

### Artland Dragons (2012–2013)
Seit November 2012 spielte der ehemalige NBA-Spieler Gomes für den Quakenbrücker Erstligaclub Artland Dragons. Er traf am 22. November 2012 im Artland ein. Gomes hat hierzu, für sein Engagement in Europa, einen Vertrag mit einer Laufzeit bis zum Ende der BBL-Spielzeit 2012/13 geschlossen. Doch bereits nach 8 Spielen lösten die Artland Dragons den Vertrag mit Gomes im Januar 2013 wieder auf und Gomes kehrte in die USA zurück. In seinen Spielen kam Gomes auf durchschnittlich 12,8 Punkte und 5,9 Rebounds pro Spiel.